# Јуриј Никифоров
Јуриј Никифоров (16. септембар 1970) бивши је руски фудбалер.

## Каријера
Током каријере играо је за Черноморец Одеса, Спартак Москва, Спортинг Хихон, ПСВ Ајндховен и многе друге клубове.

## Репрезентација
За репрезентацију Совјетског Савеза дебитовао је 1992. године, наступао и на Светском првенству 1994. и 2002. године. За национални тим одиграо је 62 утакмице и постигао 6 голова.

## Статистика
| Совјетски Савез | Совјетски Савез | Совјетски Савез |
| Год.            | Ута.            | Гол.            |
| --------------- | --------------- | --------------- |
| 1992            | 4               | 0               |
| Укупно          | 4               | 0               |
| Украјина        |                 |                 |
| Год.            | Ута.            | Гол.            |
| 1992            | 3               | 0               |
| Укупно          | 3               | 0               |
| Русија          |                 |                 |
| Год.            | Ута.            | Гол.            |
| 1993            | 2               | 0               |
| 1994            | 9               | 2               |
| 1995            | 8               | 1               |
| 1996            | 13              | 3               |
| 1997            | 4               | 0               |
| 1998            | 4               | 0               |
| 1999            | 0               | 0               |
| 2000            | 0               | 0               |
| 2001            | 7               | 0               |
| 2002            | 8               | 0               |
| Укупно          | 55              | 6               |